# Braunkappenweber
Der Braunkappenweber (Ploceus insignis, Syn.: Sycobrotus insignis) zählt innerhalb der Familie der Webervögel (Ploceidae) zur Gattung der Ammerweber (Ploceus).
Der lateinische Artzusatz kommt von lateinisch insignis ‚besonders‘.
Der Vogel kommt in Afrika in Bioko, Kamerun, Kenia, Ruanda und Uganda sowie im Südosten Nigerias, im Süden den Südsudans, im Osten der Demokratischen Republik Kongo, in Burundi, Nordwesten Tansanias und im Westen Angolas vor.
Das Verbreitungsgebiet umfasst Bergwald mit hohen Bäumen, Bambus, auch Sekundärwald von 1200 bis 3000 m Höhe.

## Merkmale
Die Art ist 14 cm groß und wiegt zwischen 26 und 30 g. Das Männchen ist ein leuchtend gelber Weber mit schwarzem Kopf einschließlich Zügel, Ohrdecken, Kinn und Kehle, auch die Flügel und der Schwanz sind schwarz. Das Männchen hat Kastanienbraun auf Stirn, Scheitel und Nacken und einen gelben Brustfleck. Das Weibchen unterscheidet sich durch eine schwarze Kappe. Jungvögel sind blasser mit schwärzlich-grünlichem Kopf, eventuell auch gelblich gesprenkelt.
Die Art ist monotypisch.

## Stimme
Der Gesang des Männchens wird als hohes „siio siip“ sowie als Pfeifserie mit abfallenden Tönen und anschließendem „chi-bo“ beschrieben.

## Lebensweise
Die Nahrung besteht hauptsächlich aus Insekten und Früchten. Die Nahrungssuche erfolgt auf allen Ebenen vom Wipfel bis zum Boden, die Vögel bewegen sich spechtartig entlang der Äste.
Die Brutzeit liegt zwischen März und Dezember in Kamerun, zwischen März und Oktober im Sudan, im Januar in der Demokratischen Republik Kongo, zwischen August und September und im Dezember in Uganda sowie zwischen Januar und April und im November in Kenia.
Die Art ist wahrscheinlich monogam. Das Gelege besteht aus zwei blassblauen Eiern mit einzelnen braunen Flecken.

## Gefährdungssituation
Der Bestand gilt als nicht gefährdet (Least Concern).